# Marie-Louise Loubet
Marie-Louise Loubet, née Marie Louise Picard le 23 septembre 1843 à Montélimar et morte le 10 septembre 1925 dans la même ville, est l'épouse d'Émile Loubet, président de la République française du 18 février 1899 au 18 février 1906.

## Biographie
Marie Louise Picard est la fille de Louis-Philibert Picard, un riche quincaillier de Montélimar, et la petite-fille de Matthieu Coste, maire de Marsanne. Elle aurait exercé la profession de blanchisseuse, dans sa jeunesse, avant que son père ne devienne grossiste en fer.
Elle épouse, le 18 août 1869 à Montélimar, Émile Loubet, avocat exerçant au barreau de la ville. Ils ont ensemble quatre enfants : 
- Marguerite (1870-1964), militante pacifiste et animatrice de divers organismes de défense des enfants[3]. Elle épouse à Montélimar le 5 décembre 1892 Humbert de Soubeyran de Saint-Prix (1866-1916), avocat à Lyon, nommé conseiller à la Cour d'appel de Paris en 1913.
- Joseph (1871-1873)
- Paul Auguste Loubet (1874-1948), docteur en droit, avocat, inspecteur de la Banque de France, conseiller référendaire à la Cour des Comptes, chevalier de la Légion d'honneur et croix de guerre 14/18.
- Émile (1892-1916), docteur en droit[4].

### Épouse du président de la République

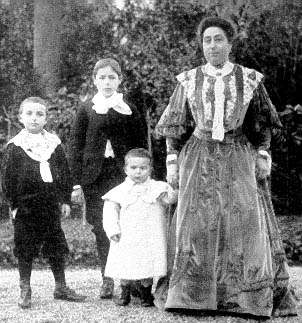
Marie-Louise Loubet et ses enfants.

Lorsque son époux devient président de la République française, Marie-Louise Loubet n'apprécie guère la vie mondaine que lui offre le palais de l'Élysée.
Ses propos détonnent : ainsi, le 2 mai 1903, lors de la réception en l'honneur du nouveau roi Édouard VII d'Angleterre, elle dit à ce dernier, en parlant de son fils, héritier du trône (futur George V) « Et ce grand garçon, qu'est-ce que vous allez en faire ? » (alors qu'il a bientôt 40 ans).
Elle jure également par ses tenues vestimentaires, comme le note un témoin d'une garden-party du palais de l'Élysée : « la présidente est en robe de mousseline de soie et de guipure crème sur satin vert Nil, un peu sanglée à la vérité, et, sous les plumes de son chapeau, la chère dame arbore un visage pavoisé à toutes les gammes de l'écarlate ».

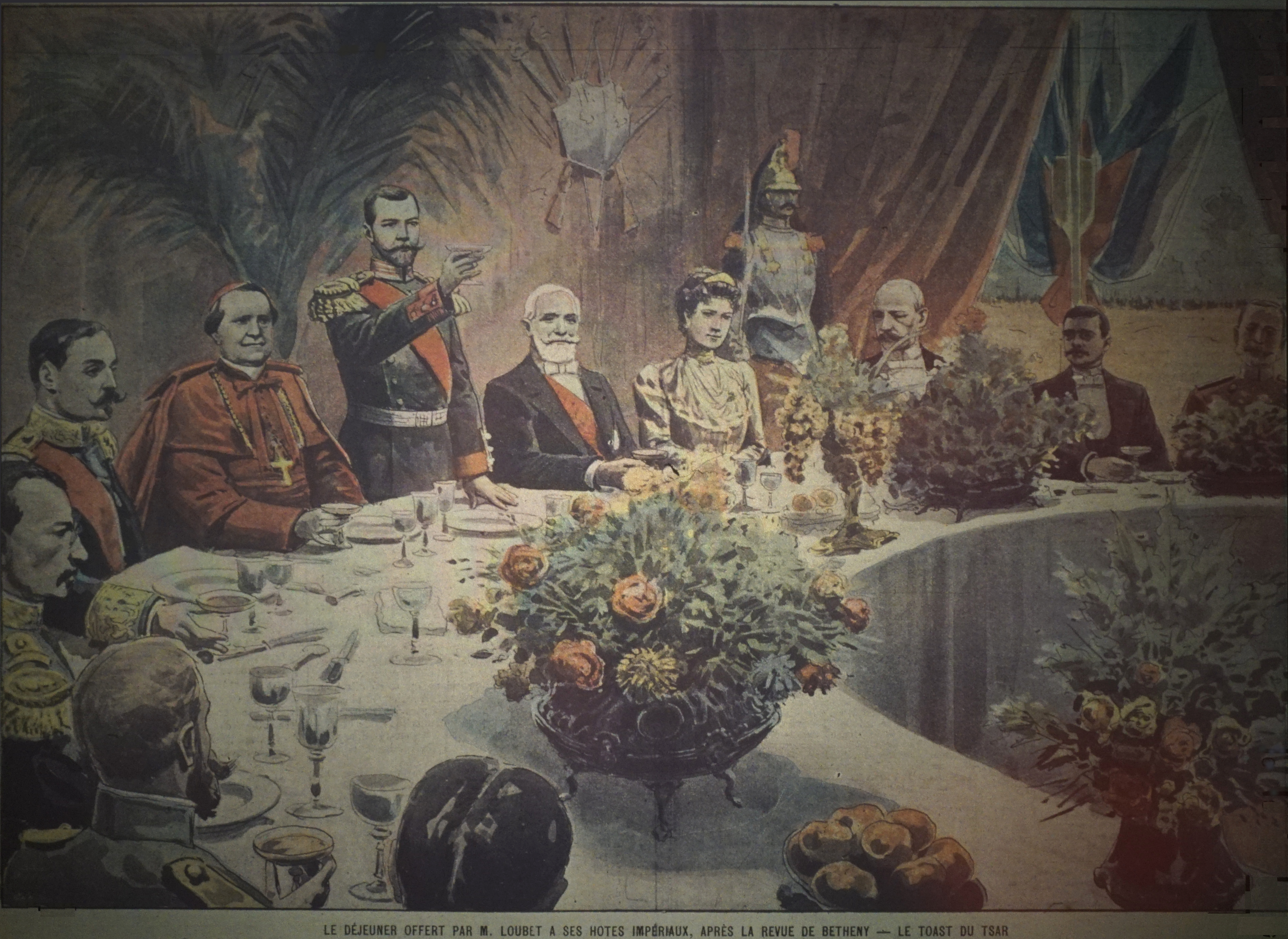
Le couple Loubet lors d'un banquet avec d'autres chefs d'État.

Elle provoque un scandale lors d'un déjeuner à Compiègne avec le couple impérial de Russie en arrivant à table sans chapeau.
Elle se plie néanmoins tant qu'elle peut à son rôle d'épouse du président de la République, essayant tant bien que mal de s'intéresser aux rendez-vous diplomatiques et organisant même des sorties au théâtre ou à l'opéra. Elle est surnommée par un journal de l'époque « La vaillante et dévouée collaboratrice de son mari pour toutes les questions étrangères à la politique ». Sa fille s'intéresse plus que sa mère à la carrière du président : elle s'implique dans des œuvres caritatives, visitant notamment des hôpitaux, des écoles et des crèches.
Le couple passe les étés au château de Rambouillet.

### Fin de vie
Après la fin du mandat d'Émile Loubet, ils se retirent à La Bégude-de-Mazenc, près de Montélimar. Elle meurt quatre ans avant son mari. Elle repose au cimetière Saint-Lazare de Montélimar.